# 27-я пехотная дивизия (Российская империя)

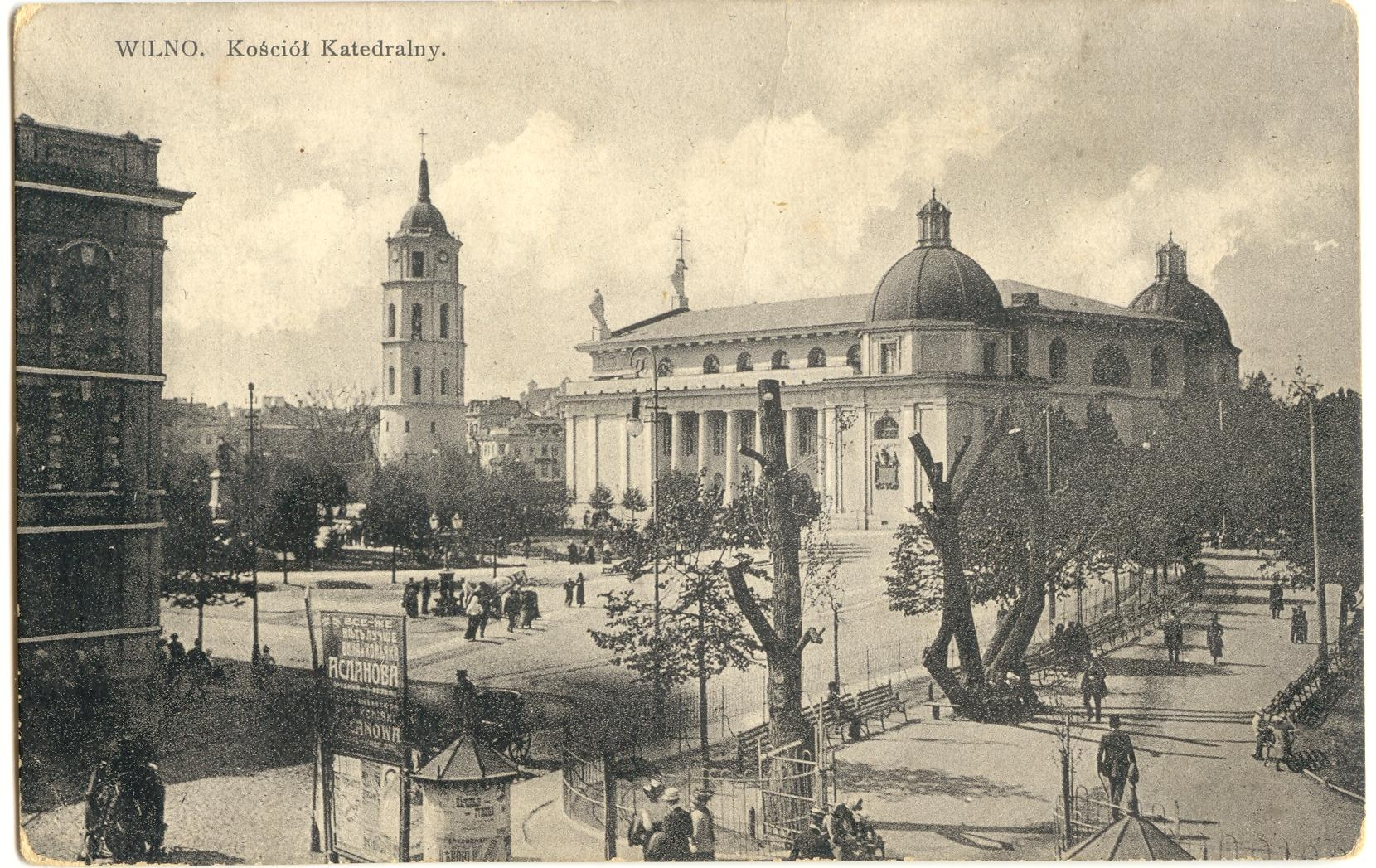
Кафедральный костёл (собор) города Вильна, вид до Первой мировой войны

27-я пехотная дивизия — пехотное соединение в составе Русской императорской армии. Штаб дивизии находился в городе Вильна. Входила в 3-й армейский корпус.

## История дивизии
Сформирована Высочайшим приказом 13 августа 1863 года в числе 12 пехотных дивизий (с 23-й по 34-ю) (на формирование которых были обращены полки упразднённых 1-й, 2-й, 3-й и 5-й резервных пехотных дивизий) и передана в состав Виленского военного округа с исключением из подчинения начальнику резервов армейской пехоты. Управление дивизии было сформировано заново.

### Формирование
- 1863—1918 гг. — 27-я пехотная дивизия.

### Боевые действия

#### 27-я дивизия в сражениях в Восточной Пруссии и Польше в 1914—1915 гг.
Перед Первой мировой войной дивизия дислоцировалась у города Вильна. Дивизия входила в состав 3-го армейского корпуса. С началом мобилизации 27-я пехотная дивизия была двинута в деревню Симно, где к ней были приданы 3-й мортирный дивизион и полусотня донских казаков. 14 августа 1914 года дивизия начала марш, и к 16 августа вплотную подошла к границе с Восточной Пруссией. 27-я пехотная дивизия генерала К. М. Адариди наступала двумя колоннами. Из-за отставания соседней 40-й пехотной дивизии, фланг 27-й дивизии остался неприкрытым для действий противника.
Дивизия отличилась в сражении при Гумбинене 7 (20) августа 1914 года, разгромив германскую 36-ю пехотную дивизию. В этом бою погибло более 2 тысяч немецких солдат и свыше 1 тысячи попало в плен. Русская дивизия захватила 12 орудий, 3 исправных и 10 разбитых пулемётов, более 2,5 тысяч винтовок.
18 августа 1914 года 27-я пехотная дивизия дошла до Допенена. В этот же день дивизии был придан 34-й Донской казачий полк. 19 августа войска под командованием генерала Адариди заняли деревню Тракенен.
В феврале 1915 года в ходе второго Мазурского сражения дивизия была передана в состав 20-го армейского корпуса, вместе с ним попала в окружение и была разгромлена. Основная часть личного состава попала в плен. Начальник штаба дивизии В.Н. фон Дрейер с небольшой частью сил сумел выйти из окружения.
Дивизия также участвовала в Люблин-Холмском сражении 9—22 июля 1915 года.

## Состав дивизии
- 1-я бригада (Вильна)
  - 105-й пехотный Оренбургский полк
  - 106-й пехотный Уфимский полк
- 2-я бригада (Вильна)
  - 107-й пехотный Троицкий полк
  - 108-й пехотный Саратовский полк

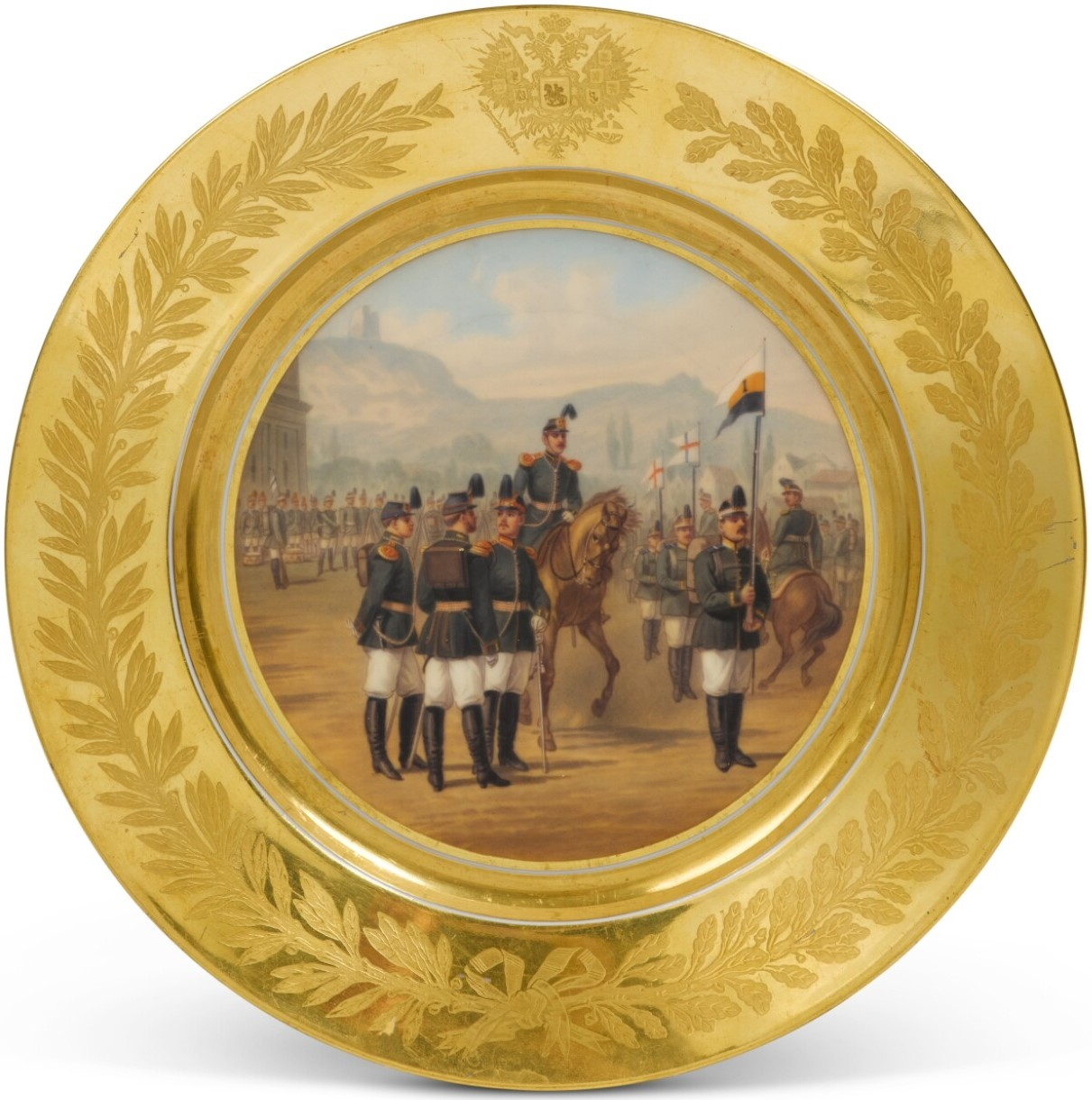
Военнослужащие 27-й пехотной дивизии, 1887 г.

- 27-я артиллерийская бригада (Вильна). Полковая церковь—Пречистенский собор Вильна.

## Командование дивизии
(Командующий в дореволюционной терминологии означал временно исполняющего обязанности начальника или командира. Должности начальника дивизии соответствовал чин генерал-лейтенанта, и при назначении на эту должность генерал-майоров они оставались командующими до момента своего производства в генерал-лейтенанты).

### Начальники дивизии
- 15.08.1863 — 01.11.1876 — генерал-майор (с 30.08.1865 генерал-лейтенант) барон Криденер, Николай Павлович
- 01.11.1876 — 08.11.1888 — генерал-майор (с 30.08.1878 генерал-лейтенант) Залесов, Николай Гаврилович
- 14.11.1888 — 21.12.1888 — генерал-лейтенант Домбровский, Александр Васильевич
- 25.12.1888 — 03.03.1889[5] — генерал-лейтенант Депп, Александр-Август Филиппович
- 16.04.1889 — хх.02.1890 — генерал-лейтенант Эльжановский, Казимир Юлианович[6]
- 04.03.1890 — 07.03.1891 — генерал-лейтенант Рыкачев, Степан Васильевич
- 13.03.1891 — 07.12.1892 — генерал-лейтенант Тимрот, Карл Александрович
- 09.12.1892 — 18.01.1896 — генерал-майор (с 30.08.1893 генерал-лейтенант) Тывалович, Иван Иванович
- 18.01.1896 — 18.08.1898 — генерал-майор (с 14.05.1896 генерал-лейтенант) Гец, Дмитрий Николаевич
- 26.10.1898 — 03.09.1904 — генерал-майор (с 06.12.1898 генерал-лейтенант) Скугаревский, Аркадий Платонович
- 19.11.1904 — 03.12.1906 — командующий генерал-майор Сиверс, Фаддей Васильевич
- 06.12.1906 — 16.01.1909 — генерал-лейтенант Шванк, Леопольд-Эдуард Александрович
- 27.01.1909 — 19.02.1914 — генерал-лейтенант Флейшер, Рафаил Николаевич
- 19.02.1914 — 13.03.1914[7] — генерал-лейтенант Абаканович, Станислав Константинович
- 02.04.1914 — 02.02.1915 — генерал-лейтенант Адариди, Август-Карл-Михаил Михайлович
- 08.02.1915 — 04.04.1915 — генерал-лейтенант Джонсон, Герберт Георгиевич
- 04.04.1915 — 22.02.1916[8] — генерал-майор (с 18.02.1916 генерал-лейтенант) Асмус, Константин Владимирович
- 10.03.1916 — 18.04.1917 — генерал-лейтенант Ставрович, Николай Григорьевич
- 18.04.1917 — хх.хх.хххх — командующий генерал-майор Бонч-Богдановский, Александр Михайлович

### Начальники штаба дивизии
- 30.08.1863 — 10.10.1865 — подполковник Барахович, Александр Яковлевич
- 10.10.1865 — 24.04.1872 — подполковник (с 31.03.1868 полковник) Бутенко, Семён Иванович
- 29.04.1872 — 05.07.1875 — полковник Устругов, Дмитрий Иванович
- 05.07.1875 — 12.09.1883 — полковник Дроздович, Емельян Михайлович
- 23.09.1883 — 14.01.1885 — и. д. полковник Новогребельский, Станислав Станиславович
- 14.01.1885 — 04.04.1886 — полковник Пневский, Вячеслав Иванович
- 04.04.1886 — 19.03.1890 — полковник Клауз, Павёл Фёдорович
- 22.03.1890 — 09.07.1891 — полковник Мельницкий, Юрий Дмитриевич
- 15.07.1891 — 19.03.1898 — полковник Чурин, Алексей Евграфович
- 27.03.1898 — 10.12.1900 — полковник Олохов, Владимир Аполлонович
- 07.01.1901 — 25.04.1903 — полковник Стремоухов, Николай Петрович
- 20.05.1903 — 15.06.1907 — подполковник (с 06.12.1903 полковник) Баиов, Константин Константинович
- 03.07.1907 — 08.05.1908 — полковник Линда, Константин Павлович
- 13.05.1908 — 23.09.1912 — полковник Бутчик, Михаил Михайлович
- 25.09.1912 — 10.12.1914 — полковник Радус-Зенкович, Лев Аполлонович
- 31.12.1914 — 19.03.1915 — полковник Дрейер, Владимир Николаевич фон
- 16.05.1915 — 02.05.1916 — и. д. полковник Меньчуков, Евгений Александрович
- 02.05.1916 — 31.08.1916 — полковник Чеглов, Михаил Петрович
- 31.08.1916 — 27.01.1917 — полковник Власьев, Николай Иванович
- 08.02.1917 — 09.10.1917 — и. д. полковник Ерофеев, Григорий Кириллович
- с 19.10.1917 — полковник (с 21.11.1917 генерал-майор) Гамченко, Евгений Спиридонович

### Командиры 1-й бригады
Должности бригадных командиров учреждены 30 августа 1873 года.
После начала Первой мировой войны в дивизии была оставлена должность только одного бригадного командира, именовавшегося командиром бригады 27-й пехотной дивизии.
- 30.08.1873 — 30.08.1874 — генерал-майор Пахомов, Пётр Алексеевич
- 12.09.1874 — 01.10.1874 — генерал-майор Малахов, Николай Николаевич
- 01.10.1874 — 22.02.1877 — генерал-майор Кузьмин, Илья Александрович
- 03.02.1878 — 16.06.1881 — генерал-майор Александров, Николай Иванович
- 16.06.1881 — 30.06.1886 — генерал-майор барон фон Гейкинг, Фёдор Фёдорович
- 03.07.1886 — 21.01.1889 — генерал-майор Проценко, Пётр Петрович
- 18.02.1889 — 25.02.1891 — генерал-майор барон Розен, Александр-Степан Фридрихович
- 03.03.1891 — 07.10.1899 — генерал-майор Рожнов, Леопольд Иванович
- 31.10.1899 — 29.05.1903 — генерал-майор Полторжицкий, Иосиф Сулейманович
- 04.06.1903 — 29.02.1904 — генерал-майор Шульц, Дмитрий Львович
- 02.03.1904 — 22.10.1904 — генерал-майор Рагоза, Александр Францевич
- 08.11.1904 — 04.09.1906 — генерал-майор Казакевич, Игнатий Фёдорович
- 06.10.1906 — 17.10.1910 — генерал-майор фон Торклус, Фёдор-Эмилий-Карл Иванович
- 29.12.1910 — хх.04.1913[9] — генерал-майор Гурский, Иван Игнатьевич
- 02.05.1913 — 08.02.1914 — генерал-майор Соковнин, Михаил Алексеевич
- 08.02.1914 — 13.05.1914 — генерал-майор Палибин, Пётр Павлович
- 07.07.1914 — 29.07.1914 — генерал-майор Яновский, Николай Кириллович

### Командиры 2-й бригады
- 30.08.1873 — 16.04.1878 — генерал-майор Шванебах, Фридрих Антонович
- 06.07.1878 — 01.09.1885 — генерал-майор Каменский, Антон Иванович
- 07.10.1885 — 27.01.1890 — генерал-майор Купфер, Фридрих-Генрих Карлович
- 19.02.1890 — 11.03.1894[10] — генерал-майор Кандауров, Леонтий Павлович
- 04.04.1894 — 29.01.1898[11] — генерал-майор Базилевский, Владимир Николаевич
- 26.02.1898 — 04.06.1899 — генерал-майор Бутурлин, Дмитрий Сергеевич
- 04.06.1899 — 16.08.1900 — генерал-майор Туган-Мирза-Барановский, Александр Давыдович
- 10.09.1900 — 22.02.1901 — генерал-майор Бутовский, Николай Дмитриевич
- 22.02.1901 — 02.08.1901 — генерал-майор Корнеев, Владимир Петрович
- 20.09.1901 — 23.09.1904 — генерал-майор Пржецлавский, Александр Николаевич
- 03.10.1904 — 10.08.1910 — генерал-майор Орлов, Фёдор Фёдорович
- 10.08.1910 — 12.02.1913 — генерал-майор Пригоровский, Алексей Алексеевич
- 12.02.1913 — 08.02.1914 — генерал-майор Палибин, Пётр Павлович
- 08.02.1914 — 24.05.1915 — генерал-майор Беймельбург, Артур-Севостьян Емильевич
- 28.05.1915 — 27.12.1915 — генерал-майор Вейль, Георгий-Эдуард Сигизмундович
- 16.01.1916 — 11.02.1917 — генерал-майор Панфилов, Пётр Петрович
- 11.02.1917 — хх.хх.хххх — генерал-майор Топурия, Дмитрий Соломонович

### Помощники начальника дивизии
В период с 28 марта 1857 года по 30 августа 1873 года помощники начальника дивизии фактически являлись бригадными командирами.
- 24.09.1863 — 30.08.1873 — генерал-майор Пахомов, Пётр Алексеевич[12]

### Командиры 27-й артиллерийской бригады
Бригада сформирована 3 ноября 1863 года.
До 1875 г. должности командира артиллерийской бригады соответствовал чин полковника, а с 17 августа 1875 г. — чин генерал-майора
- 02.12.1863 — 13.01.1877 — полковник (с 17.04.1870 генерал-майор) Шпадиер, Василий Иванович
- 13.01.1877 — 03.10.1890 — полковник (с 30.08.1879 генерал-майор) Краснопёров, Дмитрий Яковлевич
- 12.10.1890 — 01.10.1897 — генерал-майор Мейнандер, Николай Адольфович
- 01.10.1897 — 06.11.1899 — генерал-майор Иванов, Николай Давыдович
- 29.12.1899 — 02.10.1903 — полковник (с 01.01.1901[15] генерал-майор) Касторский, Сергей Евгеньевич
- 17.10.1903 — 24.10.1904 — генерал-майор Ивашенцов, Сергей Васильевич
- 24.10.1904 — 24.02.1905 — генерал-майор Пузырёв, Пётр Иванович
- 02.03.1905 — 13.08.1908 — полковник (с 22.04.1907 генерал-майор) Юдин, Дмитрий Александрович
- 03.10.1908 — 18.02.1912 — генерал-майор Вартанов, Артемий Соломонович
- 10.03.1912 — 31.03.1915 — генерал-майор Фолимонов, Владимир Николаевич
- 31.03.1915 — 28.04.1917 — полковник (с 24.07.1916 генерал-майор) Захарченко, Иван Александрович
- 28.04.1917 — хх.хх.хххх — командующий полковник Андреевский, Валериан Валерианович